# Bataille de Slioch
Première guerre d'indépendance de l'Écosse
Batailles
La bataille de Slioch opposa les partisans du roi d'Écosse Robert Ier à ses rivaux du clan Comyn en décembre 1307 près de Dalrigh dans le Lorne.
Bien que l'issue de la bataille soit indécise, les
Comyn échouent à stopper Robert de consolider son pouvoir en Écosse.

## Les succès de RobertIeren 1307
Après quelques victoires encourageantes, Robert remporte sa première victoire décisive sur les Anglais à Loudoun Hill le 10 mai 1307. Nombreux sont ceux qui se rallient à lui à la suite de ce succès, d'autant que son adversaire Édouard Ier d'Angleterre meurt en juillet 1307 avant d'achever son expédition punitive en Écosse. Son successeur Édouard II suspend les hostilités.
Certains nobles écossais refusent cependant de soutenir Robert, notamment John Comyn, 7e comte de Buchan, dont le neveu John III Comyn a été assassiné froidement par Robert en février 1306, juste avant qu'il ne s'autoproclame roi d'Écosse.

## La campagne de Robert contre Buchan
Robert attaque d'abord les alliés MacDougall de Buchan dans le Galloway. Il se dirige ensuite vers Inverness, où s'est retranché Buchan.
La victoire semble acquise à Robert mais il tombe subitement malade et doit s'arrêter à Drumblade. Buchan saisit l'occasion pour l'attaquer, et à la Noël 1307, il rejoint les forces de Robert, commandées par son frère Édouard Bruce. La bataille qui suit reste sans vainqueur mais Buchan doit battre en retraite. Quelques jours plus tard, il tente à nouveau d'attaquer Bruce mais il doit se retirer du fait de son infériorité numérique.
La santé de Robert Ier s'améliore quelques mois plus tard et il repart vers Inverurie. Il y affronte et bat Buchan le 23 mai 1308 lors d'une rencontre décisive.